# Paraplexaura debora
Paraplexaura debora is een zachte koraalsoort uit de familie Plexauridae. De koraalsoort komt uit het geslacht Paraplexaura. Paraplexaura debora werd in 2000 voor het eerst wetenschappelijk beschreven door Grasshoff. 